# Johann Christian Daniel von Schreber
Johann Christian Daniel von Schreber (17 tháng 1 năm 1739 tại Weißensee, Thuringia – 10 tháng 12 năm 1810 tại Erlangen), thường được gọi là J.C.D. von Schreber, là một nhà tự nhiên học người Đức.

## Tiểu sử
Ông được bổ nhiệm làm giáo sư về materia medica tại Đại học Erlangen năm 1769.
Năm 1774, ông bắt đầu viết một cuốn sách gồm nhiều cuốn sách có tiêu đề Die Säugethiere ở Abbildungen nach der Natur mit Beschreibungen, tập trung vào động vật có vú trên thế giới. Nhiều loài động vật được đưa ra đã được đưa ra tên khoa học lần đầu tiên, theo hệ thống nhị thức của Carl Linnaeus. Từ năm 1791 đến khi qua đời năm 1810, ông là Chủ tịch Học viện Khoa học Đức Leopoldina. Ông được bầu làm thành viên của Viện Hàn lâm Khoa học Hoàng gia Thụy Điển vào năm 1787. Tháng 4 năm 1795 ông được bầu làm Uỷ viên Hội Hoàng gia. Nhiều danh dự đã được ban cho ông bao gồm văn phòng sứ quán hoàng gia.
Schreber cũng đã viết về côn trùng học đặc biệt là Schreberi Novae Species Insectorvm. Bộ sưu tập cây cỏ của ông đã được bảo quản tại Botanische Staatssammlung München từ năm 1813.

## Tác phẩm
- Beschreibung der Gräser (1.1769 - 3.1810)
- Lithographia Halensis (1758)
- Schreberi Novae Species Insectorvm (1759)
- Die Säugetiere in Abbildungen nach der Natur mit Beschreibungen (1.1774 - 64.1804)[3]
- Theses medicae (1761)

## Tập ảnh
Die Säugetiere in Abbildungen nach der Natur mit Beschreibungen 1774-1804.

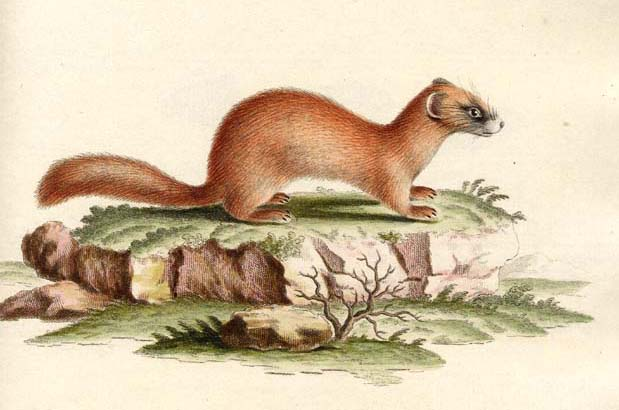
Mustela sibirica
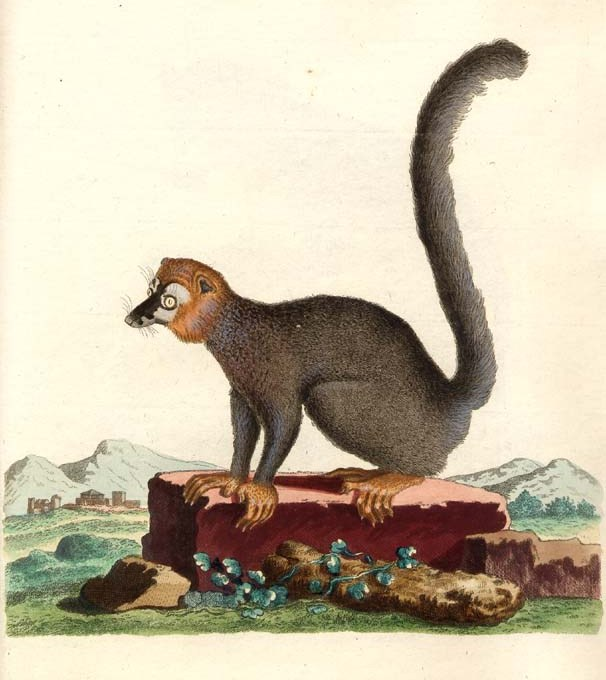
Eulemur mongoz
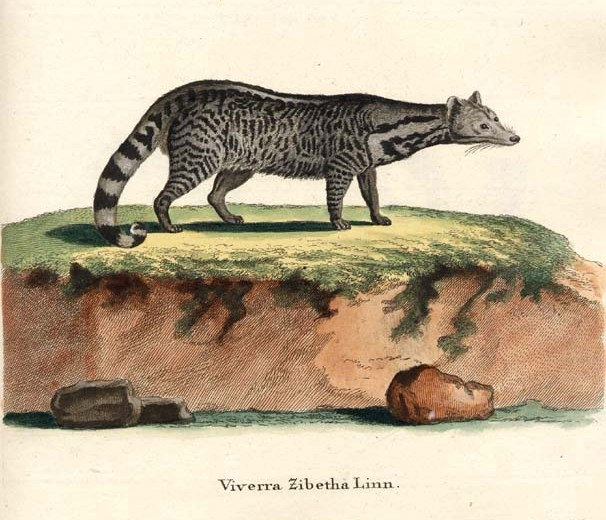
Viverra zibetha
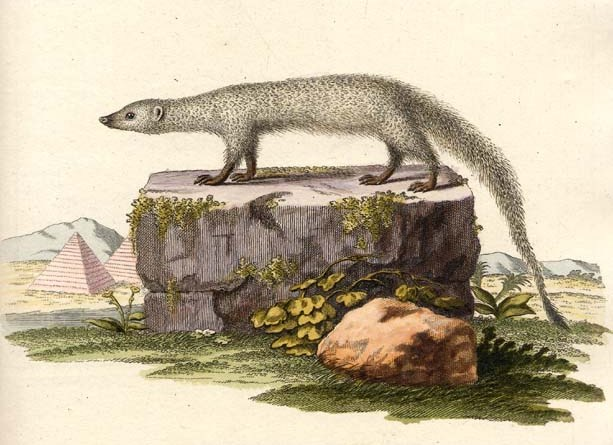
Herpestes ichneumon
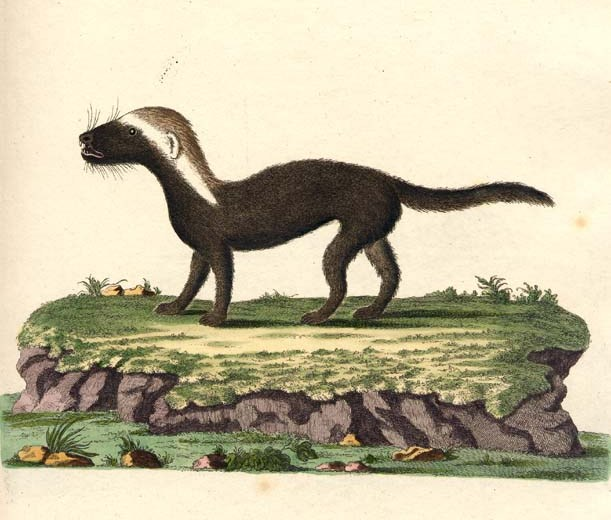
Galictis vittata
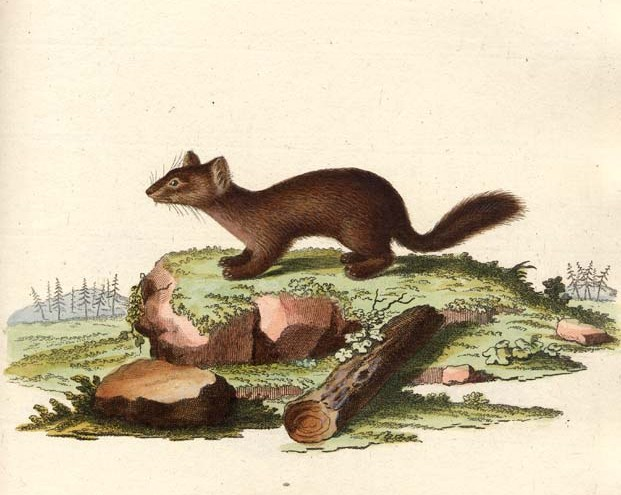
Martes zibellina
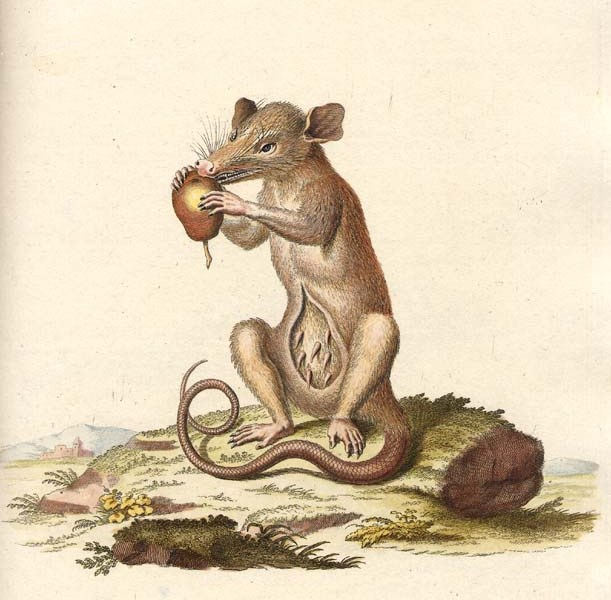
Didelphis marsupialis
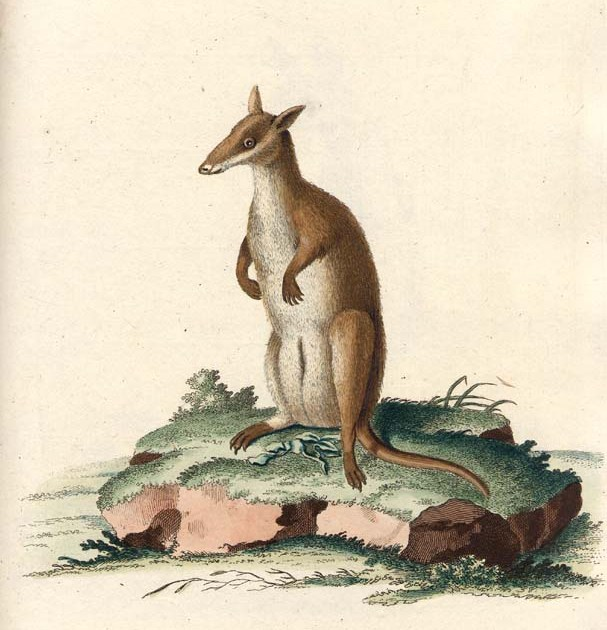
Thylogale brunii
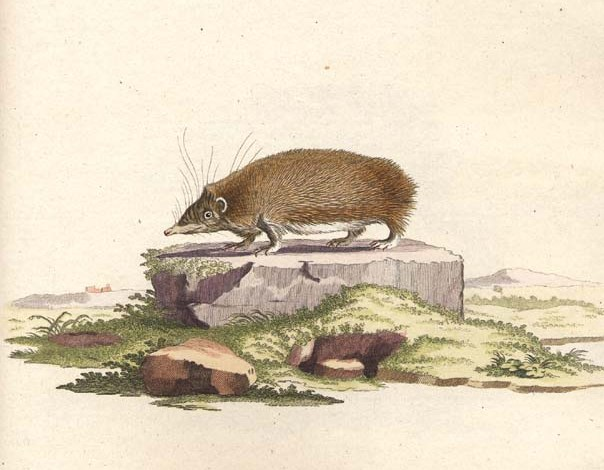
Setifer setosus
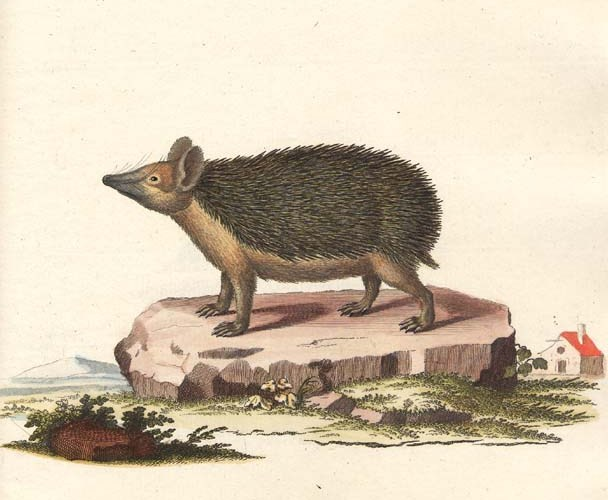
Hemiechinus auritus
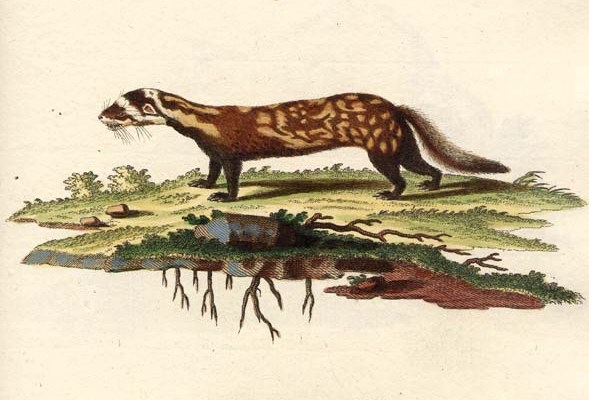
Vormela peregusna
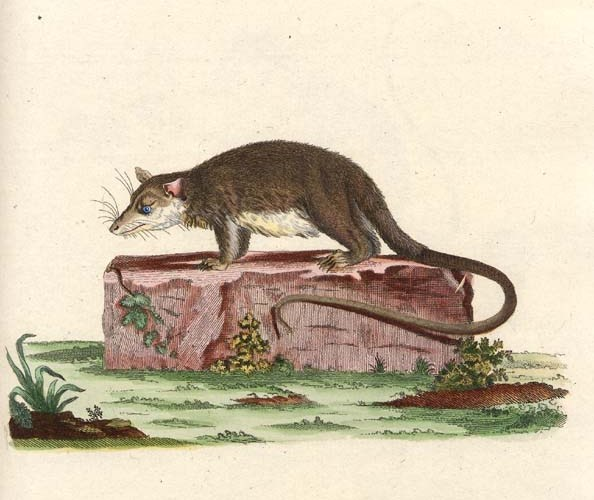
Caluromys philander